# Whole House Audio
Розподілені аудіосистеми (англ. Whole House Audio) — аудіосистеми, які дозволяють відтворювати та часто контролювати поширення музики у всьому домі або будівлі. Численні комерційні системи забезпечують такий функціонал, або ж система може бути змінена чи побудована власноруч.
Системи Whole House Audio діляться на: єдине джерело — єдина зона, єдине джерело — багато зон і багато джерел — багато зон.

## Єдине джерело, єдина зона
Ці системи поширюють одне й те ж джерело аудіо усюди — окремі кімнати мають чути те ж саме аудіо джерело. Це найпростіший тип системи, який може бути встановлений. Якщо правильно спроектовано, то не потребує ніякого особливого обладнання, окрім підсилювача та бажаного джерела аудіо. Слід потурбуватися про те, щоб не відбувалося перевантаження підсилювача, утримуючи загальний комплексний опір динамічних головок вищим за мінімальний номінальний імпеданс підсилювача. Це можна забезпечити послідовним з'єднанням гучномовців, на відміну від паралельного (навіть якщо імпеданс зависокий, передача енергії буде малоефективною), із опоро-залежними трансформаторами, або з використанням трансформаторів зі сталою напругою (часто, 70 Вольт). Такі системи, зазвичай, впроваджують у роздріб та у великих будівлях, на кшталт церков, де величезні відкриті простори доповнюються додатковими колонками.

## Єдине джерело, багато зон
Separate volume controls are usually installed in each room or zone to compensate for differences in apparent volume due to room size and shape. Here especially, impedance-matching volume controls can be used to protect the amplifier from overload. This system design is otherwise the same as a single source, single zone in that all zones must listen to the same audio source, though volume control is independent in each room (and audio can be turned off in rooms, as desired).

## Багато джерел, багато зон
These systems are the most advanced and flexible, and the most expensive. Different zones can select (and often control) different audio sources independently of other rooms. In contrast to the systems described above, this kind requires multiple amplifiers (at least one per source, but usually one per zone). This kind of system could be assembled from separate components (e.g. a splitter-router-matrix mixer, a processor, amplifiers and control panels), though knowledge of professional audio equipment and automation systems would be required. More commonly, commercial systems are employed to accomplish these tasks. Some systems distribute digital audio over Cat5 cable to amplifiers installed in each zone. Others have all equipment centralized and distribute speaker-level audio from the «headend» equipment location. Manufacturers of such equipment include NuVo and Zon.

## Колонки
Фактично, будь-який вид аудіо колонок можне бути використаний у розподілених аудіо застосунках. Домашні аудіосистеми зазвичай використовують динаміки, вбудовані у стелі, стіни або ж невеликі «супутні» колонки (сателіти). Більші приміщення часто використовують більші колонки. Колонки для зовнішніх споруджень можуть бути замасковані як каміння або ж сховані в елементах ландшафту.